# Linyphia polita
Linyphia polita là một loài nhện trong họ Linyphiidae.
Loài này thuộc chi Linyphia. Linyphia polita được John Blackwall miêu tả năm 1870.